# Gubeng
Gubeng é um kecamatan (subdistrito) da cidade de Surabaia, na Província Java Oriental, Indonésia. Nesse subdistrito que se localiza a Estação Gubeng.

## Keluharan
Gubeng possui 6 keluharan:
- Gubeng
- Mojo
- Airlangga
- Pucangsewu
- Kertajaya
- Barata Jaya